# Hegyvidéki Helytörténeti Gyűjtemény és Hegyvidék Galéria
A Hegyvidéki Helytörténeti Gyűjteményt 1973-ban alapította a Budapest XII. kerületi tanács.

## Bevezető
A XII. kerületi Hegyvidéki Helytörténeti Gyűjtemény 1973-ban kezdte működését egy, a Városmajor utca 76. szám alatti kis helyiségben, ahol tevékenységét erősen korlátozta a félszobányi terület. A Gyűjtemény és Galéria azóta folyamatosan fejlődik és 2017 óta a Hegyvidéki Helytörténeti Gyűjtemény a Zugligeti Lóvasút Végállomás egykori épülete mellett, míg a Hegyvidék Galéria a Királyhágó tér 10. alatt talált otthonra.

## Története
A kerületi gyűjtemény kialakításában meghatározó szerepe volt Győry Gáspár könyvtáros-tanárnak, aki a Táncsics Mihály Gimnáziumban kezdte el szervezni a kutatásokat (emlékét, helytörténeti, könyvtárosi, pedagógusi munkásságát 1993-ban tudományos emlékülés megrendezésével méltatta a Városmajori Gimnázium és a kerületi Önkormányzat). További jelentős érdemeket szerzett Kahlich Endre helytörténész és Molnár Imre, aki hosszú éveken keresztül, áldozatos munkájával irányította a kis hegyvidéki gyűjteményt. 1984-ben végre a helytörténeti gyűjtemény egy nagyobb helyiségbe költözhetett: megkapta a Maros utca 1. alatti galériázott kiállítóhelyet, amely eredetileg könyvkötő műhely volt.
Az idők során jelentős számú, több mint 40 ezres tétellé nőtt a tárolt anyag. A Maros utcai helyiség, amely kiállítóhelyként, kutatóhelyként, raktárként is kellett hogy funkcionáljon, az 1990-es évek végére alkalmatlanná vált feladata betöltésére.
1998 szeptemberében költözött át a helytörténeti gyűjtemény a Városmajor utca 16. szám alá, ahol már új intézményként működött tovább Hegyvidéki Helytörténeti Gyűjtemény és Kortárs Galéria néven. A feladatköre is kibővült: a helytörténeti munka mellett képző- és iparművészeti kiállításoknak adott otthont. Az intézmény fontos feladatának tekintette a XII. kerületben egykor élt, és napjainkban itt élő és alkotó művészek összefogását, műveinek bemutatását. A korszerűen kialakított két, közel 120 nm²-es kiállítótérben egymást felváltva rendeztek helytörténeti és művészeti kiállításokat, kulturális rendezvényeket.
2004 végén a Hegyvidék Önkormányzata – a kerület gazdag múltjára való tekintettel – külön helytörténeti gyűjtemény kialakításáról határozott a Beethoven utca 1/b. alatt. 2005. január 1-jén önálló intézményként megalakult a Hegyvidéki Helytörténeti Gyűjtemény és Galéria. A képző- és iparművészettel foglalkozó Hegyvidék Galéria továbbra is maradt a Városmajor utca 16. szám alatt, míg az intézmény székhelye és egyben a Hegyvidéki Helytörténeti Gyűjtemény a Beethoven utca 1/b. alá költözött.
Az itt kialakított kiállítótérben lehetőség volt időszaki helytörténeti kiállítások rendezésére, valamint teljes körű infrastrukturális adottságok mellett, előzetes bejelentkezést követően bárkinek lehetősége volt helytörténeti kutatómunkát végezni, a gyűjteményben kialakított helytörténeti-fővárostörténeti könyvtár dokumentumait használni. A XII. kerület széles kulturális életének egyik jele, hogy a sok látogató és a különböző tematikák végett a Galéria és a Gyűjtemény külön vált és 2017-től a MOM Kulturális Központ tagintézményei lettek. A Hegyvidék Galéria jelenleg a Királyhágótér 10. alatt található, meg a Hegyvidéki Helytörténeti Gyűjtemény felköltözött a Lóvasút Kulturális és Rendezvényközpontba (1121 Budapest, zugligeti út 64.).

## Gyűjteménye
A helytörténeti gyűjtemény állományában olyan érdekes, értékes tárgyak, dokumentumok találhatóak, mint például az Óra-villa óraszerkezete, a gróf Semsey-család levéltári iratainak egy része, vagy Barabás Miklós végrendelete. Közel ezer darabos kerületi témájú képeslapgyűjtemény is a kutatók rendelkezésére áll. Az elmúlt évek során számos országos és fővárosi tudományos intézmény, múzeum fordult a Hegyvidéki Helytörténeti Gyűjteményhez együttműködésért, segítségért, többek között a Budapesti Történeti Múzeum, a Magyar Országos Levéltár, a Magyar Építészeti Múzeum. Szakmai munkájuk elismerésének tekintjük azt is, hogy évről évre több muzeológia szakos egyetemi hallgató tölti náluk a szakmai gyakorlatát.
2008-tól kezdve a Hegyvidéki Helytörténeti Gyűjtemény részt vesz a Múzeumok Majálisa és a Múzeumok Éjszakája rendezvényeken is.
Szilárdan hiszünk abban, hogy egy jól kialakított, és a nagyközönség elé színvonalas kiállításokkal lépő helytörténeti gyűjtemény képes a kerületben élők lokálpatriotizmusát erősíteni, a Hegyvidékhez való kötődést szorosabbra fűzni. A történészek, muzeológusok munkája mellett a lakosság, a hegyvidéki polgárok támogatására is szükség van, hiszen az ő visszaemlékezéseik, használati tárgyaik azok, amelyekből kerületünk történelme valójában felépül és bemutathatóvá válik.

### Hegyvidék története
A XII. kerület területe már az őskorban is lakott volt, amit számos régészeti emlék bizonyít, többek között a Denevér-völgyben feltárt kovakőbánya, melynek tárgyi leletei a híres vértesszőlősi lelettel egykorúak. Ugyancsak találtak őskori leleteket a Városkút környékén is. A honfoglalásig számos nép megfordult ezen a vidéken, és mindegyik otthonra is lelt itt. Kr. e. 700 körül szkíták, majd kelták telepedtek meg a mai Hegyvidéken, később a rómaiak vették birtokba. Az általuk épített villák és egyéb épületek, temetők nyomait kerületszerte fellelték a régészek.
A középkor folyamán a Hegyvidék erdővel borított vidék maradt, ahol az uralkodók kedvükre vadászhattak. Itt alapította meg Mátyás király a híres vadasparkját. Az egyre növekvő Buda városának a vízellátását is a Hegyvidék segítségével oldották meg: a Svábhegy oldalában felszínre bukkanó – ma Városkútként ismert – forrás vizét vezették el fa- és agyagcsöveken keresztül a Várba, a mai Szentháromság térre. A török hódítás azonban véget vetett ennek a virágzásnak, a Városkút vezetéke eltömődött, a megművelt területek nagy részét visszahódította az erdő.
Hegyvidéki szüretek
A török kiűzését követően a budai gazdák újra birtokba vehették a Hegyvidéket, ahol kiterjedt szőlőültetvényeket létesítettek. Korabeli térképek tanúsítják, hogy a Gellérthegytől egészen Óbudáig szőlők borították a Budai-hegyeket. Kerületünk területén szőlők voltak a Sváb-hegyen, a Kissvábhegyen, az Istenhegyen, a Mártonhegyen és az Orbánhegyen, mely nevében ma is őrzi ennek a kornak az emlékét. Szent Orbánt ugyanis a szőlők védőszentjeként tisztelik. A jó hírű budai borok még Londonba is eljutottak, és elismerést vívtak ki maguknak. A vidéken elszórva számos vendéglő várta a megfáradt utazókat, a megszomjazó kereskedőket, hogy helyben kóstolhassák meg a messze földön híres budai borokat. A szőlőket egy filoxérajárvány pusztította el a 19. század végén, de a vendéglők megmaradtak, hiszen az egyre élénkülő kirándulási kedv életben tartotta őket, sőt újabbak is nyíltak. A főváros lakossága szívesen rándult ki a Zugligetbe, vagy a Normafához, majd a séta után betértek egy hamisítatlan, kockás abroszos, kerthelyiséges vendéglőbe.

## Turizmus
A 12. kerületről a mai napig a legtöbb embernek a kirándulás, és a zöld erdők jutnak eszébe. A napjainkban is híres, közkedvelt kirándulóhelyek már a 19. században gyakran látogatottak voltak. Ilyen volt a Sváb-hegy, melynek szépsége a nagy mesemondót, Jókai Mórt is megragadta, és 1853-ban saját földet vásárolt a mai Költő utcában, ahová villát épített. Kedvelt volt a Normafa és a Jánoshegy is, melynek a csúcsára – mely a Budai-hegyek legmagasabb pontja – 1910-ben építették fel Klunzinger Pál és Schulek Frigyes tervei alapján azt a kőből készült kilátótornyot, mely a mai napig áll, és amelyet a kerületi Önkormányzat 2005-ben teljes körűen felújítva adott át a természetjáróknak.
A Hegyvidék betelepülésével együtt folyamatosan épült ki a szükséges infrastruktúra is. A Sváb-hegy és környékének az egyik legnagyobb előrelépést, és a fővárosi életbe való bekapcsolódásnak a lehetőségét nyújtotta az 1874-ben meginduló fogaskerekű vasút. A „fogas” kezdetben a Városmajorból a Svábhegyig járt, és csak később, 1890-ben hosszabbították meg a pályáját a Széchenyi-hegyig. A svájci származású Cathry Szaléz Ferenc által tervezett, és létesített fogaskerekű pályát nem csak személy-, de teherszállításra is használták a kezdeti időkben.
A Fogaskerekűnek köszönhetően olyanok is megismerhették a Hegyvidék természeti szépségeit, akik egyébként nem engedhették volna meg maguknak a drága bérkocsit. Az egyre növekvő érdeklődés, a befektetők fantáziáját is megindította. Felismerték a Hegyvidék kedvező adottságait, és szállodákat, sportpályákat, gyógyintézeteket létesítettek. A céljuk az volt, hogy egy alpesi típusú hegyvidéki üdülőtelepet alakítsanak ki. A 20. század első felében a világ számos részéről érkeztek vendégek kikapcsolódni a Svábhegyi Nagyszállóba, vagy gyógyulni a Svábhegyi Szanatóriumba. A kikapcsolódásukhoz rendelkezésükre állt tenisz- és atlétikai pálya, síelési lehetőség, lovarda, és – egy angliai szaklap szerint – Európa második legszebb golfpályája is.
Ebből a pezsgő sportéletből szinte csak a sízés és a turizmus maradt meg a második világháborút követően. Azonban a szellemi élet továbbra sem lanyhult. Jókai a leghíresebb azon írók közül, akik a Hegyvidéket választották otthonul, de rajta kívül még számos művész talált itt otthonra. A Városmajor utcát nevezhetnénk a „művészek utcájának” is, hiszen szinte minden második házon találhatunk emléktáblát, hogy milyen híresség élt az épületben. Itt lakott többek között Glatz Oszkár és Barabás Miklós is, akinek klasszicista villáját 2001-ben felújították, és ma kulturális központként működik, ahol képzőművészeti kiállításokat, filmvetítéseket látogathatnak a kerületi lakosok.

## Művészetek, hagyományok
A 12. kerületnek szerencsére sikerült a régi korok emlékét, hangulatát sok helyütt megőriznie. Az érdeklődők bármerre is induljanak a kerületben mindig a múlt egy-egy szeletével találkozhatnak. A Déli pályaudvartól öt percre a Kissvábhegy oldalában a Bírák és Ügyészek telepe áll, hangulatos villaépületeinek tervezése Árkay Aladár nevéhez fűződik. A Zugligetről a Disznófő-forrás mellett mindenkinek a Libegő jut eszébe, mely egyenesen a Jánoshegyre viszi a kirándulókat, ahonnan pár perces sétával elérhető a Gyermekvasút is.
Az 1940-ben megalapított 12. kerület napjainkban is hű marad a történelmi gyökerekhez, és ápolja a turizmushoz, valamint a gazdag szellemi élethez kötődő hagyományait. A kerület folyamatosan újítja fel és adja át a nagyközönségnek a kerületi fontosságú épületeket, helyszíneket. Az elmúlt években újult meg többek között az Erzsébet-kilátó, a Barabás-villa, a Városkút forrásháza, vagy a Királyhágó tér.

## Hegyvidék Galéria
A Hegyvidék Galéria egyik legfontosabb célja, hogy a Hegyvidéken egykor élt és napjainkban itt élő és alkotó képző- és iparművészeknek bemutatkozási lehetőséget biztosítson, a művészet iránt érdeklődőknek pedig megfelelő színvonalú helyszínt és lehetőséget adjon a művészettel és az alkotókkal történő megismerkedésre. Kiállításai közül néhány: Glatz Oszkár, Czóbel Béla, Berény Róbert, Márffy Ödön emlékkiállítás.
Az éves kiállítási naptár összeállításánál figyelembe veszik az állami és egyházi ünnepeket, valamint a kerület nagy művészeinek évfordulóit. A műfaji sokszínűség mellett az idősebb és a fiatalabb generáció neves alkotóinak egyaránt kiállítási lehetőséget biztosítanak. Az egyéni alkotóművészek mellett kiemelten kezelik a kerületben működő művészeti oktató intézményeket (Moholy-Nagy Művészeti Egyetem, Budai Rajziskola). Kiállítási programjukban szerepel a Hegyvidéken működő művészeti és alkotói műhelyek, kerületi művész-családok bemutatása – pl. a Symposion Társaság, a Kass család, Csíkszentmihályi Róbert és családja kiállítása. A kiállításokhoz irodalmi, művészeti témájú programokat, előadásokat, beszélgetéseket is szerveznek. Rendszeresen tartanakk a kiállítások ünnepi zárásaként finisszázst, művész - közönségtalálkozókat, beszélgetéseket az alkotókkal, könyvbemutatókat. Már harmadik éve csatlakoztak az országos Magyar Festészet Napja programsorozathoz, amelyhez Kirakat Tárlatot is szerveznek.

## Külső hivatkozások
- A Hegyvidéki Helytörténeti Gyűjtemény honlapja
- A Hegyvidéki Helytörténeti Gyűjtemény képeslap adatbázisa
- A Hegyvidék Galéria honlapja